# Secrets (bài hát của OneRepublic)
"Secrets" là đĩa đơn thứ hai trong album phòng thu thứ hai của OneRepublic mang tên Waking Up. Bài hát được phát hành với tư cách đĩa đơn đầu tiên tại Đức và Áo do bài hát xuất hiện trong album nhạc phim Zweiohrküken. Bộ phim là phần tiếp theo của phim Keinohrhasen với "Apologize" là nhạc phim. Bài hát đạt được thành công tại các bảng xếp hạng airplay của Đức và Áo. Bài hát được phát hành trên iTunes Store Hoa Kỳ và ngày 3 tháng 11 năm 2009. Bài hát dự kiến ra mắt ở Vương quốc Liên hiệp Anh ngày 5 tháng 4 năm 2010 nhưng bị hủy bỏ sau đó. Bài hát được phát trên hệ thống phát thanh Top 40/Mainstream của Hoa Kỳ vào ngày 1 tháng 6 năm 2010.
Bài hát được sử dụng và xuất hiện trong album nhạc phim The Sorcerer's Apprentice (2010), và được sử dụng để giới thiệu dòng nước hoa "Big Pony" của Ralph Lauren. Phiên bản nhạc không lời của "Secrets" cũng có mặt trong phần FaceTime của video giới thiệu iPhone 4 của Apple vào năm 2010. Cùng năm đó bài hát được sử dụng trong nhiều trailer quảng bá cho loạt phim mới của hãng ABC Family có tên Pretty Little Liars. Vào năm 2011, bài hát nằm trong soundtrack trên sàn diễn tại Victoria's Secret Fashion Show.

## Ý kiến phê bình
John Hill của About.com chấm bài hát 4,5 sao trên 5, khen ngợi Ryan Tedder vì đưa sự khác biệt vào trong lời bài hát và đánh giá "bài hát bắt đầu giống như một cuộc trò chuyện, nhưng khi đoạn điệp khúc đầu tiên vang lên nó lại hóa thành một lời kêu gọi mạnh mẽ."

## Video âm nhạc
Video âm nhạc của bài ra mắt trên truyền hình Đức ngày 16 tháng 10 năm 2009, chiếu cảnh nhóm chơi nhạc cụ còn Ryan Tedder hát và lồng ghép các cảnh phim Zweiohrküken. Phiên bản thứ hai là video quảng bá cho mùa sáu của series truyền hình Mất tích. Phiên bản này lấy các cảnh trong video gốc với hình ảnh ban nhạc chơi nhạc trong phòng thu xen kẽ cảnh trong phim.
Phiên bản thứ ba là bản được phát toàn cầu là ghép giữa cảnh của video gốc với các đoạn phim của một người phụ nữ (Nora Tschirner) đang chờ ai đó tại một nhà hàng ngoài trời. Video ra mắt ngày 17 tháng 5 năm 2010 trên VEVO.
Phiên bản thứ tư gồm các cảnh trong phim The Sorcerer's Apprentice.

## Diễn biến thương mại
"Secrets" xuất phát ở vị trí 98 trên Billboard Hot 100 và sau đó trở lại bảng xếp hạng ở vị trí 83 và đạt đỉnh ở vị trí 21. Đây là hit top 40 thứ tư trên Billboard Hot 100 của nhóm. Bài hát bán ra 3.070.000 bản kĩ thuật số ở Hoa Kỳ tính tới đầu năm 2014.

## Danh sách bài hát
| Tải kỹ thuật số | Tải kỹ thuật số | Tải kỹ thuật số | Tải kỹ thuật số             | Tải kỹ thuật số |
| STT             | Nhan đề         | Sáng tác        | Sản xuất                    | Thời lượng      |
| --------------- | --------------- | --------------- | --------------------------- | --------------- |
| 1.              | "Secrets"       | Ryan Tedder     | Tedder, Andy Prickett (phụ) | 3:44            |

| Đĩa đơn CD | Đĩa đơn CD                               | Đĩa đơn CD | Đĩa đơn CD              | Đĩa đơn CD |
| STT        | Nhan đề                                  | Sáng tác   | Sản xuất                | Thời lượng |
| ---------- | ---------------------------------------- | ---------- | ----------------------- | ---------- |
| 1.         | "Secrets"                                | Tedder     | Tedder, Prickett (add.) | 3:42       |
| 2.         | "Come Home" (hợp tác với Sara Bareilles) | Tedder     | Tedder                  | 4:19       |

## Xếp hạng và chứng nhận
| Bảng xếp hạng (2009–11)                                | Vị trí cao nhất |
| ------------------------------------------------------ | --------------- |
| Úc (ARIA)                                              | 93              |
| Áo (Ö3 Austria Top 40)                                 | 4               |
| Bỉ (Ultratip Flanders)                                 | 15              |
| Canada (Canadian Hot 100)                              | 32              |
| LỖI: PHẢI CUNG CẤP year CHO BẢNG XẾP HẠNG Cộng hòa Séc | 31              |
| Đức (GfK)                                              | 3               |
| Hungary (Rádiós Top 40)                                | 34              |
| Luxembourg Digital Songs (Billboard)                   | 2               |
| Hà Lan (Dutch Top 40)                                  | 15              |
| New Zealand (Recorded Music NZ)                        | 27              |
| Ba Lan (Polish Airplay Top 100)                        | 1               |
| Scotland (OCC)                                         | 52              |
| Thụy Sĩ (Schweizer Hitparade)                          | 19              |
| Anh Quốc (OCC)                                         | 77              |
| Hoa Kỳ Billboard Hot 100                               | 21              |
| Hoa Kỳ Adult Alternative Songs (Billboard)             | 28              |
| Hoa Kỳ Adult Contemporary (Billboard)                  | 5               |
| Hoa Kỳ Adult Pop Airplay (Billboard)                   | 3               |
| Hoa Kỳ Dance Club Songs (Billboard)                    | 28              |
| Hoa Kỳ Pop Airplay (Billboard)                         | 13              |

| Bảng xếp hạng (2009)   | vị trí |
| ---------------------- | ------ |
| Áo (Ö3 Austria Top 40) | 50     |

| Bảng xếp hạng (2010)     | Vị trí |
| ------------------------ | ------ |
| Áo (Ö3 Austria Top 40)   | 69     |
| Đức (Media Control AG)   | 87     |
| Hà Lan (Dutch Top 40)    | 85     |
| Hoa Kỳ Billboard Hot 100 | 76     |

| Quốc gia                                  | Chứng nhận  | Số đơn vị/doanh số chứng nhận |
| ----------------------------------------- | ----------- | ----------------------------- |
| Đức (BVMI)                                | Vàng        | 250.000^                      |
| Hoa Kỳ (RIAA)                             | 2× bạch kim | 3.070.000                     |
| ^ Chứng nhận dựa theo doanh số nhập hàng. |             |                               |

## Lịch sử phát hành
| Quốc gia | Ngày                 | Định dạng                   |
| -------- | -------------------- | --------------------------- |
| Đức      | 21 tháng 9 năm 2009  | Airplay                     |
| Đức      | 30 tháng 10 năm 2009 | Đĩa đơn CD, tải kĩ thuật số |
| Hoa Kỳ   | 1 tháng 6 năm 2010   | Airplay                     |